# 五十子陣
五十子陣（いかっこじん/いかっこのじん）は、埼玉県本庄市大字東五十子及び大字西五十子の一部（武蔵国児玉郡五十子）にあった室町時代中期の日本の城（平山城）。「いらこのじん」「いかごのじん」などと読まれることもある。

## 概要
15世紀中頃に関東管領である上杉房顕が、古河公方である足利成氏との対決に際し、当地に陣を構え、1457年頃に築いたものが五十子陣である。
五十子（いかっこ）は本庄台地の最東端に位置し、利根川西南地域を支配していた上杉方にとって、利根川東北地域を支配していた足利方に対する最前戦の地として選ばれた。当時、五十子の領地を治めていたのは、本庄信明であり、山内上杉家の五十子陣を守備する為に大字北堀（東本庄）の地に館を築いている。
こうして五十子の戦いが始まり、文明9年(1477年)に長尾景春に攻め落とされ、陣が解体するまで山内上杉家の拠点として活動し続けた。五十子の戦い（山内上杉家の敗退）は、東国における戦国時代の遠因へと繋がっていった。

### 地理
東五十子城跡の北側には東流する女掘川の侵食により、段丘崖が形成され、その北方には利根川の低地帯が広がる。南には小山川があり、東南800メートル地点で志戸川と合流している。これにより、北・東・南の三方を河川の段丘崖に画された自然の要害地となっている（川がY字状に成し、そのV字の間に五十子陣が築かれた）。段丘崖の比高差は3～7メートルになる。「東五十子城跡遺跡（県遺跡番号53-034、53-035）」として埋蔵文化財包蔵地になっている。
鎌倉街道（当時は大道と呼ばれていた）は武州の南から北西部にかけて続いており、上州にまで至る。南の鎌倉に至るまでの勢力分布の都合上、山内上杉家にとって、この道を掌握される事（分断される事）は戦力に大きな影響を与える事になる。武州北西部の辺りで、前橋方面、児玉山麓方面、越後方面への分岐点があり、ちょうどこの分岐点に本庄は位置していた。この大道を守護する必要性が生じた事も五十子陣が築造される事となった一因である。
東西を分け断つ地理的な要因と南北へと続く軍事面での道路の関係上、武蔵国の北西部国境沿いに位置した本庄・五十子は、山内上杉家と古河公方家が対立する最前線地の一つと化したわけである。
後世、書き写された『武蔵鑑』には、本丸等の図が記されているが、記述から大手は北向きにあったものとみられる。

## 『太田道灌状』に見られる動向
太田道灌が文明12年（1480年）11月28日に山内家家臣高瀬民部少輔に送った書状である『太田道灌状』によれば、道灌は文明6年（1474年）に江戸城を出て五十子へ参陣しようとしたところ、長尾景春が数回にわたって使者を送り、無益だから思い止まる様にと伝えてきた。道灌はこれを無視して出発し、上田上野介がいた小河（現比企郡小川町）で一泊した。翌朝、景春が飯塚（現花園町から寄居町）から駆け付け、上杉顕定と憲房の父子を討ち取りたいと思うので五十子参陣を中止するようにと謀反を打ち明けてきた。それでもなお道灌は景春の勧告を無視して五十子へ参陣し、この陰謀を飯塚次郎左衛門尉を通して上杉家へ知らせた。
道灌が五十子へ参陣する以前から、こうした駆け引きがすでに生じていた事が分かる。また、景春が乱を起こす数年前から謀反を計画していた事も分かる（家督に関する不満がこの時点で表面化している）。

## 範囲についての考察
東五十子の小字城跡附近を地元の人々は、「五十子城」と呼んでいるが、遺構や出土遺物は、西五十子の小字台、小字大塚からも発見されている為、その範囲は東五十子に限らないものと見られる。台遺跡は伝えによると、「御陣場」と称され、五十子の戦いの時には陣営が築かれていたとされる。ちょうど五十子陣の東南側である身馴川（小山川）左岸を守備する位置にある。

## 歴史
- 1457年から58年頃に築城されたと推定される。
- 1459年から五十子の戦いが起こり、77年まで続く。
- 1466年、上杉房顕が五十子陣で没する。同年、宗祇が連歌を指導しに五十子陣へ訪れる。
- 1473年、長尾景信が五十子陣で没する。その5ヶ月後、上杉政真が五十子で古河公方軍と戦い、戦死する。
- 1474年、太田道灌が長尾景春の勧告を無視して五十子へ参陣する（そのまま景春の陰謀を上杉方へ伝える）。
- 1476年、長尾景春が鉢形城を拠点に反旗を翻す。
- 1477年、長尾景春の乱により、襲撃され、解体。約20年の歴史に幕を閉じる。

## 備考
- 大字東五十子字城跡747番4、746番3、所在の東五十子城跡遺跡の第1次調査は昭和31年（1956年）に始まった。この東五十子城跡遺跡は古墳時代を中心とする集落跡としても知られ、第1次調査では古墳時代中期の集落跡が発見されている。
- 五十子陣には、文正元年（1466年）に、足利成氏との対戦中にあった長尾孫六（長尾景棟とする説が有力）を見舞いに宗祇が訪れている。宗祇は見舞いとして、千句の連歌を興行したが、孫六が連歌の指南書を求めてきた為、『長六文』を与えたと言う。この『長六文』は宗祇の最古の連歌学書とされる。また、鉢形城を去った長尾景春も当時は五十子陣にいた為、宗祇に指導を受けていたと考えられ、翌年（1467年）に連歌論書『吾妻問答』を与えられている。
- 宗祇の自撰句集である『萱草（わすれぐさ）』は寛正2年（1461年）から文明5年（1473年）頃であるが、内容から五十子で詠まれた千句とされる。千句が東国で行われた事が確認できるのは、江戸千句・川越千句のように限られており、短期間とはいえ、この時期の五十子が東国における文化的中心地の一つであったと言える[3]。
- 西五十子所在の不動寺観音堂の本尊である十一面観音像（石仏）には、文明元年（1469年）の銘文が刻まれており、願主によって、五十子合戦の様子を「松陰私語」としてまとめられており、松陰西堂（道徳）となった。この石仏自体、県内でも古い部類に入るものであり、貴重な資料である[4]。
- 文献史料上、「五十子城」と言う記述はなく、「五十子陣」、または「五十子の陣」と表記される。五十子城と言う呼称は後世になってから地元の人間によって定着した。
- 『雅言集覧』や『和訓琹』などに、「五十日をイカと読むのは、子生まれて50日目に祝事となる為」とあり、『源氏物語』にも見える。「いかっこ」という地名の由来としては、こうした事が関係しているものと考えられる。
- 本庄は武蔵国西部では珍しく台地上に当たり、加えて北部国境付近と言う事もあって、戦国期の城は比較的短命で終りやすかった（同時に開発も進みやすかった）。これは児玉郡南部の山麓・山間地帯とは対照的であったと言える。

## 参考資料
- 本庄市遺跡調査会 2004年『東五十子城跡遺跡-株式会社エヌ・ティ・ティ・ドコモ移動通信用鉄塔建設に伴う埋蔵文化財発掘調査報告書-（本庄市遺跡調査会報告第11集）』
- 『本庄市史』
- 『本庄歴史缶』
- 『本庄人物事典』
- 『武蔵国児玉郡誌』
- 『武蔵武士 そのロマンと栄光』